# Henri Merckel
Henri Merckel (Parigi, 1897 – 1969) è stato un violinista francese.

## Biografia
Henri Merckel nacque a Parigi; fu un bambino prodigio; tenne la sua prima esibizione pubblica a sei anni. Allievo di Guillaume Rémy al Conservatorio di Parigi, vinse il Premier prix nel 1914. La guerra ritardò l'inizio della sua carriera, che decollò alla fine delle ostilità. Ha svolto parallelamente l’attività di solista e di orchestrale. È stato membro dell’Orchestre des concerts Straram e poi dell'Opera de Paris dal 1924. Dal 1930 al 1960 divenne la spalla dell'Opéra de Paris. È stato anche la spalla dell'Orchestre de la Société des concerts du Conservatoire (1930-1935).
Si è interessato sia alla musica antica (a lui si devono le prime registrazioni di opere di Couperin e Purcell) sia alle opere del suo tempo (Jean Hubeau, Jean Rivier e Florent Schmitt). 
Dopo aver insegnato al Conservatorio di Fontainebleau, è stato nominato professore al Conservatorio di Parigi nel 1959.
Merckel ha lasciato diverse testimonianze su disco: la Symphonie espagnole di Lalo, i concerti di Bach, Beethoven, Hindemith, Hubeau, Saint-Saëns. Anche la musica da camera ha avuto un ruolo importante nel suo repertorio, come testimoniano le incisioni di Beethoven, Fauré, Mendelssohn, Ravel, Schubert e Schumann. La sua discografia contiene anche alcune opere per violino solo di Bach, Hindemith, Honegger e Martinon. James Creighton riporta tutte le registrazioni ufficiali disponibili sino al 1971. Merckel ha registrato musiche di Bach, Beethoven, Bozza, Couperin, Delannoy, Fauré, Hindemith, Honegger, Hubeau, Lalo, Martinon, Mozart, Paganini, Pierné, Poulenc, Purcell, Ravel, Roesgen-Champion, Saint-Saëns, Sarasate, Schubert, Schumann, Vivaldi. In tempi recenti sono stati pubblicati su cd alcuni live tratti da registrazioni radiofoniche. Suonò in duo con Jean Hubeau e in trio con Jean Hubeau e Paul Tortelier. Suonava un violino Gagliano dalla sonorità limpida.